# آل جعفر (لودر)

تعديل مصدري - تعديل

آل جعفر هي إحدى قرى عزلة زارة بمديرية لودر التابعة لمحافظة أبين، بلغ تعداد سكانها 57 نسمة حسب تعداد اليمن لعام 2004.